# Mete Gazoz
Mete Gazoz (* 8. Juni 1999 in Istanbul) ist ein türkischer Bogenschütze. 2021 wurde er Olympiasieger.

## Karriere
Mete Gazoz gewann schon in der Jugend mehrere Medaillen, darunter zwei Silbermedaillen bei Weltmeisterschaften. Bei den Olympischen Jugend-Sommerspielen 2014 in Nanjing belegte er den vierten Platz. Zwei Jahre darauf nahm er an den Olympischen Spielen 2016 in Rio de Janeiro teil und schied in der dritten Runde des Einzelwettbewerbs aus. Die Mittelmeerspiele 2018 in Tarragona beendete Gazoz auf dem ersten Platz und sicherte sich die Goldmedaille. Sowohl bei den Europaspielen 2015 in Baku als auch 2019 in Minsk verpasste Gazoz sämtliche Finalpartien.
Im Mixedwettbewerb der Olympischen Spiele 2020 in Tokio gelang Gazoz mit Yasemin Anagöz der Einzug ins Halbfinale, er verlor dieses gegen die Niederländer Steve Wijler und Gabriela Schloesser aber ebenso wie das anschließende Duell um Bronze gegen die Mexikaner Luis Álvarez und Alejandra Valencia. Wesentlich erfolgreicher verlief der Wettkampf im Einzel. Nach drei Siegen bezwang er zunächst im Viertelfinale Brady Ellison und anschließend auch Takaharu Furukawa mit jeweils 7:3. Im Finale setzte er sich mit 6:4 gegen Mauro Nespoli aus Italien durch und wurde als erster Bogenschütze aus der Türkei Olympiasieger. Kurz darauf belegte er bei den Weltmeisterschaften in Yankton, South Dakota, mit Yasemin Anagöz den dritten Platz im Mixed.
Bei den Weltmeisterschaften 2023 in Berlin gewann Gazoz die Goldmedaille im Einzel sowie mit Ulaş Berkim Tümer und Abdullah Yıldırmış die Silbermedaille in der Mannschaftswertung.
Bei den Olympischen Spielen 2024 in Paris scheiterte er im Einzel im Viertelfinale mit 4:6 am späteren Olympiasieger Kim Woo-jin. Im Mixed qualifizierte er sich mit Elif Berra Gökkır für die K.-o.-Runde, die beiden unterlagen der japanischen Paarung im Shoot-off. Sehr erfolgreich verlief hingegen der Mannschaftswettbewerb für das türkische Aufgebot. Zusammen mit Ulaş Berkim Tümer und Abdullah Yıldırmış besiegte er nacheinander die Mannschaften Kolumbiens und Indiens, ehe die Türken im Halbfinale Frankreich knapp im Shoot-off unterlagen. Das abschließende Duell um Platz drei gewann die Türkei gegen China mit 6:2, sodass sich Gazoz, Tümer und Yıldırmış die Bronzemedaille sicherten. Dies war der erste Medaillengewinn in der olympischen Geschichte der Türkei bei einem Mannschaftswettbewerb.